# Dadhalya
Dadhalya (Dadhalia) fou un estat tributari protegit a l'Índia, a l'agència de Mahi Kantha, presidència de Bombai. La població era 3.877 i la terra cultivada d'uns 2000 hectàrees. La superfície era de 73 km². El sobirà, amb títol de thakur (noble) pagava un tribut anual de 70 lliures (699 rúpies) com a ghas-dana o forratge dels ramats, al Gaikwar de Baroda, i 61 lliures (611 rúpies) com a kichi (subministraments per les tropes) al raja d'Idar. Els ingressos s'estimaven vers 1900 en 3.689 rúpies.
La família reial són sisòdies rajputs procedents de Mewar o Udaipur, i van gaudir d'un poder semi independent després d'establir-se a Mahi Kantha quan el primer thakur va entrar al servei d'Idar i va obtenir la donació de 48 pobles (1674); posteriorment al refusar reconèixer als prínceps de Marwar (Jodhpur) que havien assolir el poder a Idar, va perdre quasi tot el seu domini quedant reduït als seus límits posteriors.
El 1881 la dinastia no havia rebut sanad autoritzant les adopcions i la successió estava regulada per la primogenitura. Abans de 1900, per mala administració, es va confiar la direcció dels afers al thanadar de Sabar Kantha